# Samuel Musgrave
Samuel Musgrave est un médecin et philologue anglais, né le 29 septembre 1732 et mort à Exeter le 5 juillet 1780. Il est le petit-fils de William Musgrave.
Il exerce la médecine dans cette ville, publie le traité de la goutte régulière de son grand-père, et se fait connaître par quelques écrits sur la médecine.

## Œuvres
On a de lui: Apologia pro empirica medicina (Londres, 1763) ; Some remarks on Boerhaave's theory of the attrition of the blood in the lungs (Londres, 1760) ; An essay on the nature and cure of the worm fever (Londres, 1776) ; Speculations and conjectures on the qualifies of the nerves (Londres, 1776) ; Gulstonian lectures on the dyspnæa, on pleurisy and peripneumonia ; On pulmonary consomption (Londres, 1778). 
On lui doit aussi quelques travaux philologiques : Exercitationum in Euripidem libri duo (1762, in-8°) ; une édition d’Euripide (Oxford, 1778, 4 vol. in-4°), d’une grande beauté typographique ; des dissertations Sur la mythologie des Grecs, etc.

## Source
« Samuel Musgrave », dans Pierre Larousse, Grand dictionnaire universel du XIXe siècle, Paris, Administration du grand dictionnaire universel, 15 vol., 1863-1890 [détail des éditions].